# Cnaphalocrocis ruralis
Cnaphalocrocis ruralis là một loài bướm đêm trong họ Crambidae.